# Движение к социализму (Венесуэла)
Движение к социализму (исп. Movimiento al Socialismo, MAS) — левоцентристская социал-демократическая (ранее левосоциалистическая) партия в Венесуэле, основанная 14 сентября 1971 года в результате раскола в Коммунистической партии Венесуэлы. Партийные слоганы — «Да, мы можем / Мы должны говорить» (исп. Sí podemos / Hay que Hablar). При партии действует своя молодёжная организация — Молодёжное движение к социализму (исп. Juventud del Movimiento al Socialismo). Входит в коалицию Великий национальный альянс «Альтернатива» (исп. Gran Alianza Nacional Alternativa), Социнтерн, COPPPAL и Латиноамериканскую социалистическую координацию.
В 1970-е—1980-е годы пользовалась определённым влиянием, фактически являлась третьей после партий «Демократического действия» и КОПЕЙ политической силой в стране, хотя, по результатам всех выборов значительно уступала им.

## Политическая идеология
Движение к социализму позиционируется как социалистическая, но не марксистская партия, родившаяся через серьёзную критику советского социализма и других социалистических моделей. Среди критических замечаний были бюрократизация власти, авторитаризм, социал-империализм, отсутствие демократии, тотальный контроль над СМИ и недостатки экономической политики в социалистических странах. Таким образом, MAS принял доктрину социал-демократическую, плюралистическую, децентрализованную и недогматическую, согласно которой строительство социализма необходимо вести на основе самоуправления и соуправления средств производства, продвижения политического участия населения. Движение к социализму признаёт рынок как эффективный механизм для распределения ресурсов, при условии, что государство будет исправлять социальные перекосы, созданные рыночными отношениями, а частный сектор экономики будет развиваться в рамках совместного управления, то есть при участии работников в управлении компанией.

## Предыстория
В начале 1960-х годов Венесуэлу сотрясал конфликт между левыми радикалами и правящей в те годы социал-демократической партией Демократическое действие во главе с Ромуло Бетанкуром, вызванный в первую очередь внешней политикой последнего, в том числе его поддержкой санкций против революционной Кубы и её исключения из Организации американских государств (ОАГ). В то время как умеренные и правые круги Венесуэлы ориентировались на США, левые предпочитали поддерживать кубинского лидера Фиделя Кастро и выражали недовольство вмешательством Вашингтона во внутренние дела страны. Помимо внешей политики многие, в том числе и в партии, выражали несогласие с тем как власть борется с безработицей, проводит земельную реформу, а также с экономической и фискальной политикой правительства. Результатом стали несколько попыток убить президента Бетанкура или свергнуть его вооружённым путём, вызвавшие в ответ репрессии властей. Всё это привело к партизанской войне, которая активно продолжалась до конца 1960-х годов, а окончательно завершилась только в начале 1990-х.
В конце 1968 года президентом Венесуэлы становится лидер социал-христианской партии КОПЕЙ Рафаэль Кальдера, первый с момента восстановления в Венесуэле демократии глава государства не от Демократического действия. Новый президент стал проводить политику умиротворения, сумев в итоге убедить большая часть партизан и их лидеров сложить оружие и вернуться к мирной жизни, включившись в политический процесс.

## История
14 января 1971 года группой бывших членов Компартии Венесуэлы (КПВ) во главе с Помпейо Маркесом и Теодоро Петкоффом (Петковым) при участии Элоя Торреса, Карлоса Артуро Пардо, Тирсо Пинто, Фредди Муньоса и Архельи Лайи в Клубе слепых Каракаса провели учредительный съезд левосоциалистической партии Движение к социализму. Создатели новой партии были критично настроены к советскому коммунизму (при этом видя альтернативу ему не столько в еврокоммунизме или маоизме, как в режиме Николае Чаушеску в Румынии), из-за чего их и вынудили оставить ряды Компартии. По ходу съезда произошёл раскол. Видный деятель КПВ и партизанского движения Альфредо Манейро и несколько других коммунистов-диссидентов решили не участвовать в создании новой партии, позднее создав свою партию «Радикальное дело».
На первых для себя выборах 1973 года новичок выступил успешно, набрав 5,29 % и завоевав 9 мест в Палате депутатов и 2 места в Сенате, став в итоге третьей партией в стране и опередив остальные левые партии. На президентских выборах Движение к социализму выдвинуло адвоката и журналиста Хосе Висенте Ранхеля, в прошлом депутата Национального конгресса от Демократического республиканского союза. При поддержке Революционного левого движения Ранхель стал четвёртым, получив 4,26 %, из них 3,70 % принесло Движение к социализму. $25 000 на избирательную кампанию партии пожертвовал известный колумбийский писатель левых взглядов Габриэль Гарсиа Маркес, который поддерживал тесные дружеские отношения с Теодоро Петкоффом, в частности разделял его критику советского империализма за подавление «Пражской весны».
В 1978 году партия во второй раз выдвинула кандидатом в президенты Ранхеля, занявшего в итоге третье место и набравшего 5,18 %, больше чем все кандидаты, занявшие места ниже третьего. На выборах в Конгресс вновь стала третьей, получив 6,16 % и увеличив своё представительство в нижней палате до 11 мест. Тем самым Движение к социализму закрепило свой статус ведущей левой партии Венесуэлы.
На президентских выборах 1983 года Движение к социализму выдвинуло своего основателя Теодоро Петкоффа, поддержанного партиями Революционное левое движение и Избирательная интеграция обновления. Эти выборы оказались для крупнейшей левой партии страны не столь удачными, как предыдущие. Петкофф, хоть и вновь занял третье место, но смог набрать лишь 3,46 % голосов. На выборах в Конгресс Движение к социализму потеряло 1 место в Палате депутатов, суме всё же остаться третьей по количеству мандатов партией страны.
В выборах 1988 года Движение к социализму участвовала единым списком с Революционным левым движением. В президенты во второй раз был выдвинут Петкофф, и вновь партия ухудшила свои результаты. Петкофф сумел занять третье место, но получил при этом всего лишь 2,74 % голосов. Зато парламентские выборы оказались для Движения к социализму и Революционного левого движения гораздо более удачными. Обе партии, идя единым списком, набрала 10,16 %, в 1,5 раза увеличив своё представительство в Конгрессе.
Выборы 1993 года стали самыми успешными для Движения к социализму. На этот раз партия не стала выдвигать своего кандидата в президенты, вместо этого присоединившись к широкой коалиции, созданной для поддержки Рафаэля Кальдеры, самого опытного политика из всех зарегистрированных кандидатов. До этого он пять раз баллотировался в президенты, сумев один раз добиться успеха, и занимавшего пост президента Венесуэлы в 1963—1968 годах. В 1993 году Кальдера, не найдя поддержки своих амбиций внутри основанной им же самим партии КОПЕЙ, выдвинул свою кандидатуру от своей новой партии, Национальная конвергенция. Его поддержали несколько малых партий от крайне левых до центристских. Во многом благодаря кризису доверия к двум традиционным партиям, Демократическому действию и КОПЕЙ, 35 лет подряд сменявшими друг друга у власти, вызванному многолетними серьёзными экономическими проблемами, усугублёнными банковским кризисом и коррупционными скандалами, Кальдера занял первое место, при этом около 10 % голосов ему дало MAS. В результате представители Движения к социализму некоторое время входили в правительство Кальдеры. На выборах в Конгресс партия показала свой наилучший результат. На выборах Палаты депутатов она сумела привлечь на свою сторону 10,81 % избирателей, на треть расширив свою фракцию. На выборах в Сенат Движение к социализму получило 11,17 % голосов, что позволило ему увеличить своё представительство в верхней палате в 2,5 раза.
В 1994 году Движение к социализму провело внутрипартийные выборы, в результате которых президентом партии был избран Густаво Маркес, а генеральным секретарём правозащитника Энрике Очоа Антика, депутата от Каракаса. Тем не менее, тезисы либерального социалиста Очоа, выступавшего в поддержку правительства Кальдеры, заключение избирательного союза с «Радикальным делом» и создание внутрипартийной комиссии по этике для борьбы с коррупцией, были отвергнуты руководством партии. В 1997 году Очоа Антик подал в отставку и в конце концов покинул партию. Движение к социализму отзывает поддержку кабинета Рафаэля Кальдеры.

### Эра Чавеса
На президентских выборах 1998 года Движение к социализму поддержало кандидатуру Уго Чавеса, принеся ему 9 % голосов. Это решение послужило причиной выхода из партии Петкова, Помпейо Маркеса, Луиса Мануэля Эскулпи и ряда других несогласных. Позднее Эскулпи сформировал новую партию, Демократическая левая, со временем поглощённую «Новым временем». На парламентских выборах партия выступила хуже чем пятью годами раньше, но смогла сохранить своё представительство в Конгрессе.
В 1999 году MAS в составе коалиции «Патриотический полюс» (исп. Polo Patriótico), созданной Чавесом, приняли участие в выборах в Конституционную ассамблею, завершившимися полным успехом сторонников действующего президента, получившими 121 место из 128.
В 2000 году Движение к социализму на выборах вновь поддержало Уго Чавеса, одержавшего уверенную победу, при этом 8,70 % голосов принесло ему MAS. На выборах в новый однопалатный парламент завоевало 6 мест, войдя в пятёрку крупнейших партий страны.
В 2002 году Движение к социализму перешло в оппозицию к Чавесу из-за его авторитаризма. Это решение привело к расколу партии. Уже в том же году движение покинули губернатор штата Арагуа Дидалко Боливар и депутат от того же штата Исмаэль Гарсия, основав свою партию — «За социал-демократию» (исп. Podemos). Также из партии вышла группа её руководителей во главе с исполнительным секретарём Феликсом Хесусом Веласкесом, основавшая организацию «Объединённые левые» (исп. Izquierda Unida). Перейдя в оппозицию к Чавесу, Движение к социализму присоединилось к оппозиционной коалиции политических партий, общественных объединений и неправительственных организаций «Демократический координатор» (исп. Coordinadora Democrática), распущенной после поражения оппозиции на референдуме 2004 года.
В 2005 году движение не последовало примеру пяти ведущих оппозиционных партий Венесуэлы и приняло участие в парламентских выборах, потерпев в итоге полное фиаско. Партия смогла получить лишь 0,3 % и ни одного места в Ассамблее. Во многом провал был связан с новым расколом в руководстве, когда некоторые лидеры движения выступили в поддержку правительства Уго Чавеса.
На президентских выборах 2006 года Движение к социализму поддержало единого кандидата античавистской оппозиции губернатора штата Сулия Мануэля Росалеса, потерпевшего поражение. В начале 2007 года группа руководителей MAS, в том числе Карлос Табланте и Хулио Монтойя, решили присоединиться к партии Росалеса «Новое время».
В 2008 году Движение к социализму вело переговоры о воссоединении с партией Подемос, с возможностью подключения к этому процессу партий «Радикальная причина» и «Красный флаг», но в итоге Подемос предпочло поддержать Чавеса.
В 2008 году ведущие оппозиционные партии приняли решение создать блок для общей борьбы с Чавесом. Демократическое действие, КОПЕЙ, «Красный флаг», «За справедливость», «Проект Венесуэла», «Новое время», «Радикальное дело», Альянс смелых людей, Народный авангард и Движение к социализму подписали Соглашение о национальном единстве. Позднее к нему присоединились и некоторые другие партии. 8 июня 2009 года участники Соглашения о национальном единстве сформировали блок «Круглый стол демократического единства» (исп. Mesa de la Unidad Democrática, MUD).
Парламентские выборы 2010 года не принесли Движению к социализму большого успеха. Партия смогла набрать только 0,45 % голосов, вновь оставшись без представительства в Национальной ассамблее.
На президентских выборах 2012 и 2013 годов Движение к социализму поддержало единого кандидата античавистской оппозиции губернатора штата Миранда Энрике Каприлеса, потерпевшего оба раза поражение, сначала от Уго Чавеса, а затем от его преемника Николаса Мадуро.
В августе 2013 года Движение к социализму вышло из «Круглого стола демократического единства», обвинив лидеров блока в поляризации общества и решило участвовать в муниципальных выборах вместе с партиями «Всё для Отечества», Подемос и Народное избирательное движение. MAS удалось получить 115 000 голосов по всей стране, добившись победы на выборах мэров муниципалитетах Сантос Мичелена (штат Арагуа) и Сан-Рафаэль Карвахаль (штат Трухильо).
19 января 2015 года генеральный секретарь MAS Фелипе Мухика сказал, что партия не вернётся в «Круглый стол демократического единства», заявив, что коалиция «делает ошибку, пытаясь поляризовать страну». В парламентских выборах 2015 года Движение к социализму приняло участие в составе коалиции «Альтернативный большой национальный альянс» (исп. Gran Alianza Nacional Alternativa).

## После 2013 года
На президентских выборах 2018 года выдвинула Энри Фалькона кандидатом в президенты.

## Результаты выборов

### Региональные выборы
В 1989 году правительство Карлоса Андреса Переса приняло решение о децентрализации, в соответствии с которым были введены прямые выборы губернаторов штатов и мэров муниципалитетов. Кандидаты от Движения к социализму (Карлос Табланте в 1989 и 1992, Дидалко Боливар в 1995, 1998 и 2000) 5 раза подряд побеждали на губернаторских выборах в штате Арагуа, который до 2002 года, когда партия перешла в оппозицию к Чавесу, считался оплотом MAS. Кроме того, кандидаты движения побеждали на губернаторских выборах в штатах Сулия (Лолита Аньяр де Кастро в 1992), Лара (Орландо Фернандес Медина в 1995 и 1998), Сукре (Рамон Мартинес в 2000), а также в штатах Дельта-Амакуро и Португеса.

### Выборов президента и парламента
| Президентские выборы |
| -------------------- |
|                      |

| Парламентские выборы |
| -------------------- |
|                      |

| Количество мест |
| --------------- |
|                 |

| Сенат |
| ----- |
|       |